# ロングロード・オデッセイ
『ロングロード・オデッセイ』は、サクラメリーメンが2007年5月23日 にSPEEDSTAR RECORDSからリリースした、1枚目のフル・スタジオ・アルバムである。

## 概要
本作発売前に発売した4枚のシングルの表題曲を収録。「サイハテホーム」のみアルバム・バージョン。初回盤には着せ替えのジャケットを封入。

## トラックリスト
1. サイハテホーム〜Album ver.〜（3：57）
2. 黄昏オレンジ（2：50）
3. 飴玉（3：33）
4. JOURNEY（じゃあね）（4：04）
5. 香水のうた（2：15）
6. YOU（5：02）
7. マーガレット（4：29）
8. ピエロ煩悩（4：25）
9. モノローグ（5：12）
10. コロナ（4：17）
11. 満月（4：28）
12. ロングロード・オデッセイ（4：26）

特記以外全作詞・作曲（4を除く）：小西透太
4作曲：サクラメリーメン
全編曲：片寄明人・サクラメリーメン

## 曲解説
1. サイハテホーム〜Album ver.〜
1stシングル。「この曲からサクラメリーメンが始まったから、アルバムもこの曲から始まりたい。」と1曲目に採用された。シングルとは違い、片寄明人のプロデュースでアレンジが変更されている。ステレオで聴く際、最初のギターが右から聞こえるか左から聞こえるかでシングルバージョンと判別できる。
2. 黄昏オレンジ
2ndシングル。
3. 飴玉
歌詞の中では君を飴玉と見立てている。
4. JOURNEY（じゃあね）
初の3人での作曲。制作期間が最短である曲。
6thシングル「待ちぼうけ」にLive ver.が収録。
5. 香水のうた
透太がアコースティックライブだけで演奏するために作った曲。サクラメリーメンが発売しているCDの楽曲の中で一番短い曲。ダウンロード販売も含めると「郵便屋さんのうた（関西テレビ「こどものうた」ver.）」に次いで2番目となる。
6. YOU
7thシングル「リリィの愛の歌」にLive ver.が収録されている。
7. マーガレット
3rdシングル。ストリングスを交えた、透太曰く「バンドの代表曲」。
8. ピエロ煩悩
2004年6月の初ライブで演奏された曲。アルバムの中では最も古い曲。このような曲が作りたくて透太はバンドを組んだと言っている。そのため1st自主制作CDにも収録されている。
9. モノローグ
透太が移動車の中で作った曲。
10. コロナ
4thシングル。
11. 満月
アルバムの中で最後にできた曲。
透太が飼い主の帰りを待つ犬をイメージした書いた歌詞。
12. ロングロード・オデッセイ
アルバムの表題曲曲。
デビューが決まり上京するバスの中で書いた歌。
最後のコーラスは3人で歌っている。

## 収録シングル
- 『JOURNEY（じゃあね）〜live ver.〜』(6thシングル「待ちぼうけ」 #4)
- 『YOU ~Live at Umeda Shangri-La~』(7thシングル「リリィの愛の歌」 #3)

## タイアップ
- 音楽戦士ヘヴィー・ローテーション(#2)
- CROSS FM2007年2月度邦楽ヘヴィー・ローテーション(#7)
- 駿台予備学校CMソング(#10)